# 児玉絹枝
児玉 絹枝（こだま きぬえ、1972年8月2日 - ）は、宮崎県出身の女性アーチェリー選手。1996年アトランタオリンピックアーチェリー個人・団体日本代表。佐賀大学卒業。現役時代の所属は佐電工。1996年ウェルネス都城市民栄誉賞受賞